# ГЕС Ферлах-Марія Райн
ГЕС Ферлах-Марія Райн — гідроелектростанція на річці Драва у австрійській провінції Каринтія. Входить до складу дравського каскаду Австрії, знаходячись між електростанціями Файстриц-Лудмансдорф (вище за течією) та Аннабрюкке.
Будівництво електростанції розпочалось у 1971 році та завершилось введенням в експлуатацію у 1975-му. Драва була перегороджена бетонною греблею висотою 40 метрів та довжиною 97 метрів. Створений греблею підпір призвів до появи витягнутого у міжгірській котловині водосховища довжиною 10,6 км (до греблі ГЕС Файстриц-Лудмансдорф) із площею поверхні 2,8 км2 та об'ємом 33 млн м3.
У лівобережній частині греблі обладнано три водопропускних шлюзи, а біля правого берегу розміщено машинний зал із двома турбінами типу Каплан, виготовленими компанією Voith. Генератори для ГЕС поставлені компанією Elin. У підсумку при напорі у 21,4 метра це забезпечує річне виробництво на рівні 316 млн кВт-год. 
Видача продукції відбувається по ЛЕП, що працює під напругою 110 кВ.
Управління роботою станції відбувається дистанційно з диспетчерського центру на ГЕС Файстриц-Лудмансдорф.
Станом на середину 2010-х років планувалось спорудити спеціальні канали для пропуску риби та відновлення природної біосфери річки.
Окрім забезпечення виробництва електроенергії, гребля виконує протипаводкові функції.